# Ali al-Urajjid
Ali al-Urajjid, także Ali Larajedh, arab. ‏علي العريّض‎ (ur. 15 sierpnia 1955 w Madaninie) – tunezyjski polityk, wieloletni dysydent i więzień polityczny. Minister spraw wewnętrznych od 24 grudnia 2011 do 14 marca 2013. Desygnowany na stanowisko premiera Tunezji 22 lutego 2013. Urząd pełnił od 14 marca 2013 do 29 stycznia 2014.

## Życiorys
Ali al-Urajjid urodził się w 1955 w Madaninie. Z wykształcenia inżynier budowy okrętów, ukończył szkołę marynarki handlowej. Działalność polityczną podjął na początku lat 80., wstępując do nowo powstałej i działającej w podziemiu Partii Odrodzenia. W latach 1981–1990 pełnił funkcję jej rzecznika prasowego.
W czasach rządów prezydenta Habiba Burgiby był obiektem zastraszania ze strony służb bezpieczeństwa i urzędników państwowych za swoją przynależność do zdelegalizowanej organizacji politycznej. Już po objęciu władzy przez prezydenta ibn Alego, został 23 grudnia 1990 skazany na 15 lat pozbawienia wolności. W czasie odbywania kary, według raportów pozarządowych organizacji ochrony praw człowieka, był wielokrotnie torturowany i zastraszany, m.in. grożono mu transfuzją substancji toksycznych oraz krwi zarażoną wirusem HIV. W tym czasie jego rodzina stała się celem zatrzymań i gróźb ze strony służ publicznych, a żona Wided Lagha ofiarą nadużycia seksualnego, dokonanego i utrwalonego na nagraniu przez urzędników Ministerstwa Spraw Wewnętrznych.
W zamknięciu przebywał do początku 2011. Po jaśminowej rewolucji i obaleniu prezydenta Ben Alego 14 stycznia 2011, ponownie zaangażował się w działalność Partii Odrodzenia, która w marcu 2011 została zalegalizowana. Po wygranej partii w wyborach do Zgromadzenia Konstytucyjnego, objął 24 grudnia 2011 stanowisko ministra spraw wewnętrznych w rządzie Hammadiego al-Dżibalego.
Po rezygnacji z urzędu przez premiera al-Dżibalego w następstwie zabójstwa Szukriego Balida i nieudanej próby sformowania nowego, technokratycznego gabinetu, został 22 lutego 2013 desygnowany przez prezydenta Al-Munsifa al-Marzukiego na stanowisko premiera. Kryzys polityczny trwający w Tunezji, nasilony po udanym zamachu na Muhammada Brahmiego, zmusił al-Urajjida do dymisji rządu. Nowy gabinet został zaprzysiężony 29 stycznia 2014.